# Polybotrya pittieri
Polybotrya pittieri är en träjonväxtart som beskrevs av David Bruce Lellinger. Polybotrya pittieri ingår i släktet Polybotrya och familjen Dryopteridaceae. Inga underarter finns listade.